# Комарно (футбольний клуб)
Футбольний клуб «Комарно» (словац. Komárňanský futbalový club, угор. Komáromi Football Club) — словацький футбольний клуб із міста Комарно. Клуб був заснований 29 квітня 1900 року в тодішньому місті Комаром у Королівстві Угорщина у головній залі міської ратуші за ініціативою Андраша Белічая. Кольорами команди є фіолетовий і білий. Девіз команди «Kedv, Kitartás, Küzdelem», який представлено на логотипі як KKK, у переклад з угорської означає «Дух, Витривалість, Боротьба». З 2024 року команда грає в Словацькій Суперлізі, найвищій футбольній лізі країни.

## Історія
Команда була заснована 29 травня 1900 року як «Komáromi Labdarúgó Társaság». Через два роки, у 1902 році, команда була перейменована на «Komáromi Football Club». Історичний перший матч команди відбувся 29 липня 1900 року проти будапештського клубу «Кіштені», «Комарно» програло з рахунком 0–5, після першого тайму рахунок був 0–1. Клуб орієнтований на виховання молодих талановитих гравців. Керівник клубу Дьюла Хельцл в 1904 році організував перший футбольний студентський матч на території сучасної Словаччини. Одним із найуспішніших вихованців клубу є Сілард Немет, колишній гравець збірної Словаччини, та другий бомбардир за всю історію словацької збірної (22 голи), який поступається лише Роберту Віттеку (23 голи). Це найстаріший все ще діючий футбольний клуб на сучасній території Словаччини, два найстаріших уже ліквідовані, «Пожоньї Торна Еділет», розпущений у 1945 році та «Епер'єші Торна ес Віво Еділет», розпущений у 1945 році, після указів Бенеша та депортації частини угорців з Чехословаччини.

## Уболівальники
Групу уболівальників «Комарно» називають «Gruppo Porcaccioni».